# 横山松三郎
横山 松三郎（よこやま まつさぶろう、1838年11月26日（天保9年10月10日） - 1884年（明治17年）10月15日）は、幕末・明治初期の写真家、洋画家。別名・文六（三代目）。城郭、社寺などの写真が、重要文化財として残っている。

## 生涯
択捉島に生まれた。祖父・文六（初代）と父・文六（二代）は、高田屋嘉兵衛および金兵衛に仕え、冬期を除き、箱館から択捉島に出向いて場所支配人として漁場を管理していた。1833年（天保4年）に高田屋が闕所処分を受けた後、松前藩の場所請負人制となった択捉島で引き続き支配人を務めた。松太郎は5人兄弟の長男で、姉2人、妹・三代、弟・松蔵がいた。
1848年（嘉永元年）、父が没し、家族とともに箱館に帰る。1852年（嘉永5年）、箱館の呉服屋で奉公する。画を好み、夜分葛飾北斎の漫画を写した。2年後肺を病んで家に戻り、療養する。肺患が生涯の持病であった。
1854年（嘉永7年）、ペリーの米艦隊が箱館に上陸したときに、初めて写真を知る。1855年（安政2年）商店を開いたが、病気のため2年後に畳んだ。この頃、写真機の製作を試みている。
1857年（安政4年）、病気回復祈願のため、津軽に渡り、江戸・京坂を経て四国の讃岐神社、木曽を通り善光寺、日光を巡る。
1859年（安政6年）、箱館が自由貿易港となって米・露・英人が住むようになり、彼らから洋画・写真術を学びあるいは盗み見る機会が増えた。ロシア領事のヨシフ・ゴシケーヴィチから昆虫の実写画を頼まれ、その代わりに写真術を学んだ。1861年（文久元年）、ロシア領事館の神父・ニコライを通じて、ロシア人通信員レーマンの助手となり、洋画を学ぶ。
1862年（文久2年）（24歳）、箱館奉行所の香港・バタヴィア行貿易船「健順丸」に商品掛手附として乗り込み、海外で写真を学ぼうとしたが、一旦は品川港で渡航中止となった。しかし、1864年（元治元年）に今度は上海へ渡航でき、約1ヶ月半滞在して師となる人物を見つけることはできなかったものの欧米の洋画・写真を見聞した。帰国後、横浜の下岡蓮杖に印画法を教わり、箱館に帰った。
1865年（元治2年・慶応元年）（27歳）、再び上京し下岡蓮杖に写真と石版術を教わった。箱館に戻り、木津幸吉・田本研造に印画法を教える。
1868年（明治元年）（30歳）、下岡に更に石版印刷を学んだのち、江戸両国元町に写真館を開き、すぐに上野池之端に移って「通天楼」と称した。横山はここで多くの肖像写真を撮影し、宮下欽や片岡如松など後進の写真家も育てている。箱館戦争が勃発して、現地の母を見舞った。1869年（明治2年）門人たちと共に日光山に赴き、中禅寺湖や華厳滝、日光東照宮など数多くの写真を撮影した。
1871年（明治4年）（33歳）3月、蜷川式胤の依頼で、同じく写真家の内田九一と共に荒れた江戸城を撮影する。その写真の一部は洋画家・高橋由一によって彩色され、翌年蜷川により、『旧江戸城写真帖』計64枚に編集された。1872年、湯島聖堂大成殿で文部省博物局が開催した初の官設博覧会、湯島聖堂博覧会を撮影した。5月から10月まで、町田久成、蜷川式胤らが伊勢・名古屋・奈良・京都の古社寺・華族・正倉院の宝物を調査した『壬申検査』に同行した。
1873年（明治6年）（35歳）、通天楼に洋画塾を併設し、ここで亀井至一や亀井竹二郎、本田忠保らを育てた。1874年、漆紙写真と光沢写真を作った。1876年、通天楼を譲渡して陸軍士官学校教官となり、フランス人教官アベル・ゲリノー（Abel Guérineau）から石版法や墨写真法などを教わり、研究した。1877年、電気版写真を完成し、当時日本でほとんど知られていなかったゴム印画やカーボン印画、サイアノタイプなど19世紀半ば欧州で発明された写真技法を、日本で先駆的に取り入れている。
1878年（明治11年）（40歳）、士官学校の軽気球から日本初の空中写真を撮った。蜷川式胤が、松三郎の写真を編集して『観古図絵城郭之部』を刊行し、翌年京都の洋画展に油絵を出品した。1880年（明治13年）頃、横山は長年の研究の成果から、「写真油絵」法を完成させる。これは印画紙表面の感光乳剤層を薄く剥がし、裏から油絵具で着彩するという繊細で高い技術を要するものである。横山の写真・油彩・スケッチなどに共通する特徴として、物そのものを捉えようとする写実の重視が挙げられ（この姿勢は高橋由一ら多くの洋画家・写真家に共通する）、横山は自分が発明した写真油絵技法で、自己が理想とする写実表現を求めた。反面、研究に没頭するあまり、次第に「通天楼」の仕事からは遠ざかっていったようだ。横山の没後、写真油絵技法は弟子の小豆澤亮一に継承され、1885年（明治18年）の専売特許条例施行直後に小豆澤を出願人として特許登録されている。
1881年（明治14年）、肺病再発のため、陸軍士官学校を辞し、『写真石版社』を銀座に開いた。
1884年（明治17年）（46歳）、市谷亀岡八幡宮社内の隠居所に没した。戒名「温良院実参霊性居士」。墓は函館の高龍寺にある。そのほか弟子により、高輪泉岳寺に遺髪が埋められ、山門左脇に「横山君墓碣銘」が建てられている。

## 重要文化財に指定されている作品

### 江戸城関係
- 「旧江戸城写真帖」64枚（蜷川式胤編）、（1871）、東京国立博物館蔵[7]
- 「旧江戸城写真ガラス原板」29枚（1871年）、東京都江戸東京博物館蔵[8]

### 壬申検査関係
- 「壬申検査関係写真」ステレオ写真386枚、四切写真109枚、四切写真ガラス原板70枚、1872年5月 - 10月撮影、東京国立博物館蔵

東寺五重塔、桂離宮（笑意軒、梅馬場、園林堂、松琴亭など）法隆寺（金堂、五重塔、夢殿など）、正倉院宝物などの写真を含む。
- 「壬申検査関係ステレオ写真ガラス原板」257枚、1872年5月 - 10月撮影、東京都江戸東京博物館蔵